# 경남공업고등학교
경남공업고등학교(慶南工業高等學校)는 대한민국 부산광역시 부산진구 전포동에 있는 공립 고등학교이다.

## 학교 연혁
- 1944년 2월 11일 : 부산공립제2공업학교 인가
- 1944년 4월 21일 : 부산공립제2공업학교 개교
- 1946년 9월 7일 : 경남공립공업중학교로 개칭(6년제)
- 1951년 8월 31일 : 부산공립제1공업고등학교로 개칭
- 1955년 5월 10일 : 경남공업고등학교로 개칭
- 1955년 8월 25일 : 현 위치 전포동 696-1번지로 이전
- 1995년 9월 15일 : 지축관 개관
- 2000년 4월 3일 : 예,체능관 준공
- 2003년 8월 12일 : 디지털 전자도서관 개관
- 2004년 2월 28일 : 교육과학기술부 지정 직업교육 연구시범학교 운영(2004~2006)
- 2007년 2월 13일 : 목련관 개관
- 2011년 8월 30일 : 교육감지정 특성화고(원자력발전설비 분야)
- 2012년 6월 13일 : 인조잔디구장 준공
- 2013년 8월 30일 : 학칙변경 인가(39학급, 특수학급3 포함) 기계과 4, 화학공업과 3, 건축토목과 2, 전기전자과 3
- 2014년 2월 10일 : 원자력발전설비 특성화고 전환 시설 준공
- 2019년 3월 1일 : 교육부정책 연구학교 지정(직업계고 학점제 교육과정)
- 2021년 12월 16일 : 자율학교 재지정(2022.3.1~2026.2.28)
- 2024년 2월 8일 : 제73회 졸업식 206명, 졸업생 누계 47,520명
- 2024년 3월 4일 : 신입생 235명 입학(5개 학과 11학급)
- 2024년 9월 1일 : 제28대 양병춘 교장 취임

## 설치 학과
- 전기전자과
- 기계과
- 화학공업과
- 건축토목과
- 신소재디자인과

## 참고 자료
- 경남공업고등학교 - 한국교육학술정보원 학교알리미